# ولاتکو جولونگا
ولاتکو جولونگا (کرواتی: Vlatko Đolonga؛ زادهٔ ۳۰ سپتامبر ۱۹۷۶) بازیکن فوتبال اهل کرواسی بود.
از باشگاه‌هایی که در آن بازی کرده‌است می‌توان به باشگاه فوتبال هایدوک اسپلیت، باشگاه فوتبال دپورتیوو آلاوس، و باشگاه فوتبال خرواتسکی دراگوولیاتس اشاره کرد.
وی همچنین در تیم ملی فوتبال کرواسی بازی کرده‌است.